# Governo Jakobsdóttir II
Il Governo Jakobsdóttir II è stato il 46º governo dell’Islanda, in carica dal 28 novembre 2021 al 9 aprile 2024, retto da Katrín Jakobsdóttir del partito Sinistra - Movimento Verde. Esso si è formato a poco più di due mesi dalle elezioni del 2021.
L’esecutivo è stato un governo di coalizione composto dal Partito dell'Indipendenza, dal Sinistra - Movimento Verde e dal Partito Progressista. Insieme, i partiti operano come un governo di maggioranza. 
Nel governo, c’erano dodici ministri, di cui cinque del Partito dell'Indipendenza, tre del Sinistra - Movimento Verde e quattro del Partito Progressista. Dopo le elezioni del 2021, i tre partiti, che erano già al potere nell'ultima sessione parlamentare, hanno aumentato il loro numero di seggi.
L’esecutivo si dimette, in seguito alle dimissioni personali di Katrín Jakobsdóttir dalla carica di Primo ministro al fine di potersi candidare alle elezioni presidenziali dello stesso anno, il 9 aprile 2024.

## Situazione parlamentare
| Camera  | Collocazione | Partiti                           | Seggi   |
| ------- | ------------ | --------------------------------- | ------- |
| Althing | Maggioranza  | SSF (17), FSF (13), V-G (8)       | 38 / 63 |
| Althing | Opposizione  | S (6), F (6), P (6), C (5), M (2) | 25 / 63 |

## Composizione
Partito dell'Indipendenza (SSF)
     Partito Progressista (FSF)
     Sinistra - Movimento Verde (V-G)
| Funzione                                   | Titolare | Titolare | Titolare                                                       | Partito |
| ------------------------------------------ | -------- | -------- | -------------------------------------------------------------- | ------- |
| Primo Ministro                             |          |          | Katrín Jakobsdóttir                                            | V-G     |
| Affari esteri                              |          |          | Þórdís Kolbrún Reykfjörð Gylfadóttir (fino al 14 ottobre 2023) | SSF     |
| Affari esteri                              |          |          | Bjarni Benediktsson (dal 14 ottobre 2023)                      | SSF     |
| Finanze e Affari economici                 |          |          | Bjarni Benediktsson (fino al 14 ottobre 2023)                  | SSF     |
| Finanze e Affari economici                 |          |          | Þórdís Kolbrún Reykfjörð Gylfadóttir (dal 14 ottobre 2023)     | SSF     |
| Infrastrutture, Trasporti e Governi Locali |          |          | Sigurður Ingi Jóhannsson                                       | FSF     |
| Interno (soppresso)                        |          |          | Jón Gunnarsson (fino al 1º febbraio 2022)                      | SSF     |
| Giustizia (istituito)                      |          |          | Jón Gunnarsson (dal 1º febbraio 2022)                          | SSF     |
| Scienza, Industria ed Innovazione          |          |          | Áslaug Arna Sigurbjörnsdóttir                                  | SSF     |
| Pesca ed Agricoltura                       |          |          | Svandís Svavarsdóttir                                          | V-G     |
| Ambiente, Energia e Clima                  |          |          | Guðlaugur Þór Þórðarson                                        | SSF     |
| Istruzione ed Affari della gioventù        |          |          | Ásmundur Einar Daðason                                         | SSF     |
| Affari sociali e Mercato del lavoro        |          |          | Guðmundur Ingi Guðbrandsson                                    | V-G     |
| Salute                                     |          |          | Willum Þór Þórsson                                             | FSF     |
| Turismo, Commercio e Cultura               |          |          | Lilja Dögg Alfreðsdóttir                                       | FSF     |